# Massarina japonica
Massarina japonica är en svampart som beskrevs av Kaz. Tanaka & Y. Harada 2003. Massarina japonica ingår i släktet Massarina och familjen Massarinaceae.   Inga underarter finns listade i Catalogue of Life.